# Сквира, Адам
Адам Сквира (пол. Adam Skwira; 1 ноября 1935, Нагошин — 31 декабря 2007, Катовице) — польский шахтёр, активист профсоюза «Солидарность». В Польской республике — профсоюзный и общественный деятель.

## Начальная биография
Родился и вырос в селе гмины Жиракув Краковского воеводства. С двадцатилетнего возраста работал на катовицкой угольной шахте «Вуек». Заочно окончил техническое училище в Бытоме.
Был идейным противником правящей в ПНР ПОРП и социалистического строя. Состоял в обществе светских католиков PAX. Активно участвовал в забастовочном движении августа-сентября 1980 года. Стал одним из учредителей профсоюза «Солидарность» на шахте «Вуек». Был делегатом региональных конференций «Солидарности», состоял в ревизионной комиссии Силезско-Домбровского профцентра.

## Забастовка на шахте «Вуек»
13 декабря 1981 в Польше было введено военное положение. Шахта «Вуек» по распоряжению принявшего на себя всю полноту власти Военного совета национального спасения (WRON) подлежала переходу под управление военного комиссара, рабочие объявлялись призванными на военную службу. В тот же день на шахте был создан забастовочный комитет под председательством Станислава Платека. В комитет был избран и А. Сквира.
Бастующие требовали отменить военное положение, прекратить преследование «Солидарности», освободить интернированных и арестованных активистов, в том числе председателя профкома шахты Яна Людвичака. А. Сквира был в составе делегации, которая вела безрезультатные переговоры с военным комиссаром WRON полковником Рымкевичем. К шахте были стянуты крупные силы ЗОМО, милиции, армии и службы безопасности. Горняки решили обороняться. А. Сквира участвовал в формировании рабочих отрядов, вооружённых, в основном, шахтёрскими орудиями труда.
16 декабря 1981 на шахте «Вуек» произошло столкновение, горняки оказали активное сопротивление, ЗОМО применили огнестрельное оружие. Погибли девять человек, десятки были ранены. Шахта была захвачена военно-милицейскими силами. Лидеры забастовки, в том числе Сквира, были арестованы и позднее предстали перед военным судом.

## Последующие годы
На суде А. Сквира заявил о готовности «принять любой приговор во имя единения нации». 9 февраля 1982 суд Силезского военного округа приговорил его к трём годам заключения, которые он отбывал в изоляторах Рацибужа, Стшельце-Опольске и Клодзко. Участвовал в голодовке протеста.
Помилован Госсоветом и освобождён 19 июня 1983, незадолго до отмены военного положения. Не был принят на шахту «Вуек», работал на шахте «Шлёнск» в Руда-Слёнска. С 1985 вышел на пенсию. До 1989 участвовал в деятельности подпольных структур «Солидарности», организовывал ежегодные акции памяти погибших шахтёров «Вуека», распространял нелегальные профсоюзные издания Górnik Polski и Głos Śląsko-Dąbrowski.
В 1989, после новой забастовочной волны и «Круглого стола», перед выборами в переходный сейм, Сквира состоял в Гражданском комитете «Солидарности». До конца жизни был одним из руководителей Общественного комитета памяти погибших шахтёров. В 1994 выступил соучредителем Союза политзаключённых военного положения. Был помощником обвинителя на процессах зомовцев, участвовавших в подавлении забастовки.
18 декабря 1992 Военная коллегия Верховного суда Польши отменила приговор 1982 года, Сквира и другие шахтёры «Вуек» были оправданы. 15 декабря 2006, к 25-летию событий 1981, указом президента Леха Качиньского был награждён орденом Возрождения Польши 4-й степени.
Был женат, имел дочь.
Скончался в возрасте 72 лет. Похоронен в Катовице.